# Lohner L
Lohner L byl jednomotorový průzkumný a bombardovací létající člun vyráběný v Rakousku-Uhersku v průběhu první světové války. Jednalo se v podstatě o silnější verzi letadla Lohner E.
Letoun byl velice úspěšný, německá firma Hansa-Brandenburg vyrobila v licenci upravenou verzi. Itálie ukořistila neporušený stroj, podle kterého začala firma Macchi vyrábět obdobný hydroplán.
15. září 1916 dva stroje tohoto typu zaskočily a potopily francouzskou ponorku Foucault (Q70), což představuje první potopení ponorky na moři leteckým útokem.
Nejúspěšnějším letcem na tomto stroji byl Gottfried Freiherr von Banfield, nejúspěšnější rakousko-uherský námořní pilot s 9 potvrzenými a 11 pravděpodobnými sestřely. Na tomto typu s číslem L16 dosáhl 6 potvrzených a 3 nepotvrzených sestřelů.

## Varianty
- Lohner L
- Lohner R – foto-průzkumná verze
- Lohner S – cvičný letoun
- Hansa-Brandenburg FB – německá licenční verze
- Macchi L.1 – italská verze

## Specifikace

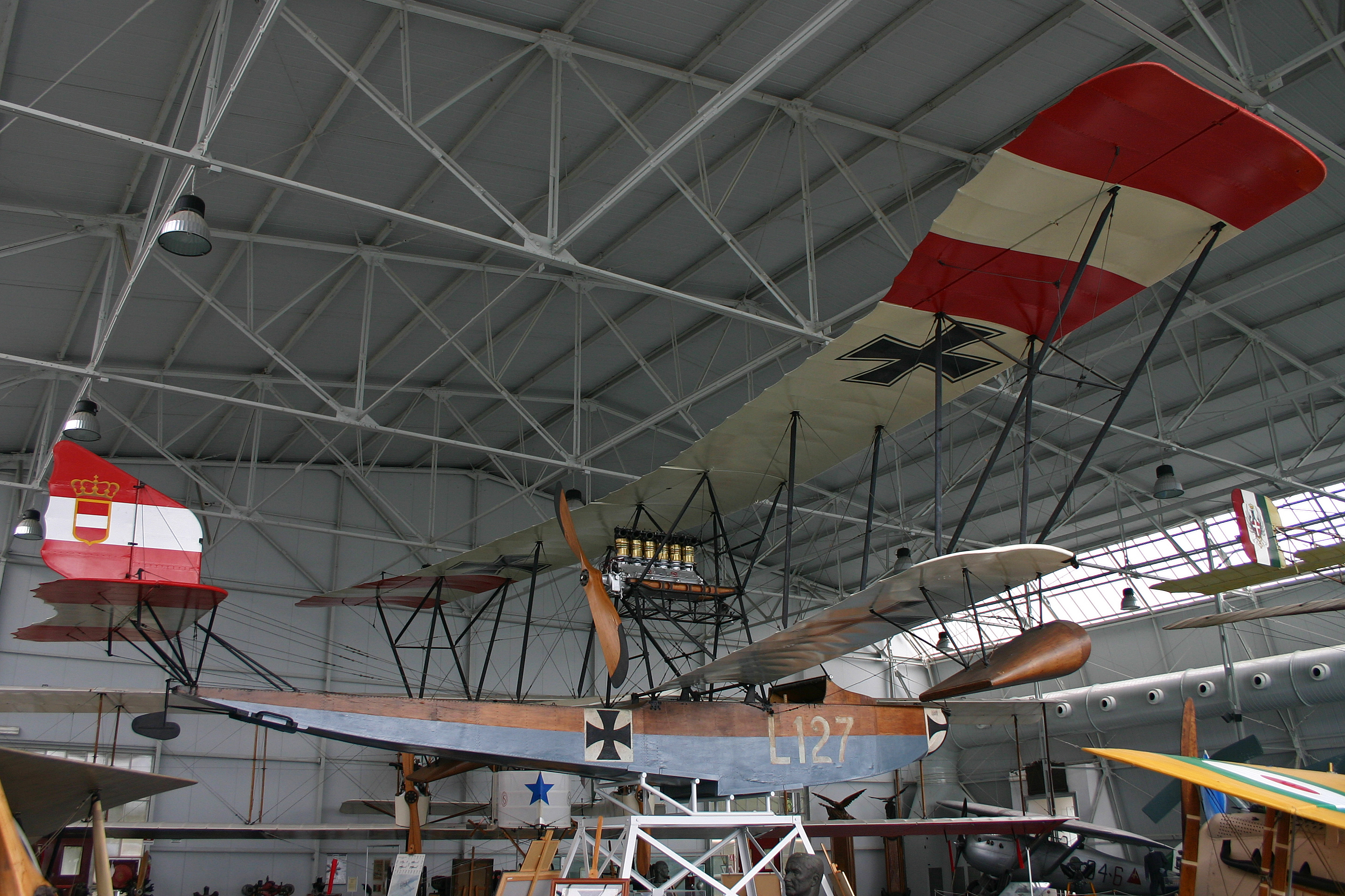
Lohner L-1 (L127)

### Technické údaje
- Osádka: 2 (pilot a pozorovatel)
- Délka: 10,26 m
- Rozpětí: 16,20 m
- Výška: 3,85 m
- Plocha křídla: 53,0 m²
- Vlastní hmotnost: 1150 kg
- Vzletová hmotnost: 1700 kg
- Pohonná jednotka: 1 × Daimler
- Výkon pohonné jednotky: 120 kW (160 hp)

### Výkony
- Maximální rychlost: 105 km/h
- Dolet: 600 km
- Dostup: 2500 m

### Výzbroj
- 1 × kulomet pro pozorovatele, až 200 kg pum

## Uživatelé
- Rakousko-Uhersko
- Německo
- Itálie